# Amytis oriental
Amytornis modestus · Amytis à bec fort
Espèce
Synonymes
- Amytis modesta North, 1902

Statut de conservation UICN

LC : Préoccupation mineure
L’Amytis oriental ou Amytis à bec fort (Amytornis modestus) est une espèce de passereaux de la famille des Maluridae. Cet oiseau vit dans le centre et l'Est de l'Australie.

## Systématique
L'espèce Amytornis modestus a été décrite pour la première fois en 1902 par l'ornithologue australien Alfred John North (1855-1917) sous le protonyme Amytis modesta.

## Liste des sous-espèces
Selon la classification de référence du Congrès ornithologique international (version 12.2, 2022) :
- Amytornis modestus cowarie Black, 2016
- Amytornis modestus curnamona Black, 2011
- Amytornis modestus indulkanna (Mathews, 1916)
- †Amytornis modestus inexpectatus (Mathews, 1912) - éteinte (vue pour la dernière fois en 1898)
- †Amytornis modestus modestus (North, 1902) - éteinte (vue pour la dernière fois en 1936)
- Amytornis modestus obscurior (Mathews, 1923)
- Amytornis modestus raglessi Black, 2011